# Mika Nagano
Pour les articles homonymes, voir Nagano (homonymie).
Mika Nagano (長野 美香, Nagono Mika), née le 29 décembre 1983 à Gifu dans la  préfecture de Gifu au Japon, est une pratiquante de MMA japonaise.

## Carrière en MMA

### Distinctions
- Jewels
  - Vainqueur du Grand Prix Rough Stone des 54 kg (119 lb) (Le 11 décembre 2009 face à Yoko Kagoshima).

## Palmarès en MMA
| 23 combats     | 14 victoires | 9 défaites |
| Par KO         | 0            | 1          |
| Par soumission | 11           | 1          |
| Sur décision   | 3            | 7          |

| Résultat | Record | Adversaire     | Méthode                                 | Événement                                | Date              | Round | Temps | Lieu                             | Notes                                                                         |
| -------- | ------ | -------------- | --------------------------------------- | ---------------------------------------- | ----------------- | ----- | ----- | -------------------------------- | ----------------------------------------------------------------------------- |
| Défaite  | 14-9   | Emi Tomimatsu  | Décision unanime                        | Deep: Jewels 2                           | 4 novembre 2013   | 2     | 5:00  | Kabukicho, Tokyo, Japon          | Demi finale du grand prix Deep Jewels poids légers                            |
| Victoire | 14-8   | Akiko Naito    | Soumission (clé de bras)                | Deep: Jewels 1                           | 31 août 2013      | 1     | 2:24  | Kabukicho, Tokyo, Japon          |                                                                               |
| Victoire | 13-8   | Takumi Umehara | Soumission (étranglement arrière)       | Jewels: 24th Ring                        | 25 mai 2013       | 1     | 1:42  | Kabukicho, Tokyo, Japon          |                                                                               |
| Victoire | 12-8   | Emi Tomimatsu  | Décision unanime                        | Jewels: 23rd Ring                        | 30 mars 2013      | 2     | 5:00  | Koto, Tokyo, Japon               |                                                                               |
| Victoire | 11-8   | Rina Tomita    | Soumission (clé de bras)                | Jewels: 22nd Ring                        | 15 décembre 2012  | 1     | 2:12  | Koto, Tokyo, Japon               |                                                                               |
| Défaite  | 10-8   | Alex Chambers  | TKO (coups de genoux et coups de poing) | Brace For War 17: Brace Girls            | 27 octobre 2012   | 1     | 0:42  | Southport, Queensland, Australie |                                                                               |
| Victoire | 10-7   | Tomo Maesawa   | Soumission technique (clé de bras)      | Jewels: 21st Ring                        | 22 septembre 2012 | 2     | 3:37  | Koto, Tokyo, Japon               |                                                                               |
| Victoire | 9-7    | Anna Saito     | Soumission (clé de bras)                | Jewels: 19th Ring                        | 26 mai 2012       | 1     | 1:50  | Taishō-ku, Osaka, Japon          |                                                                               |
| Défaite  | 8-7    | Emi Fujino     | Décision unanime                        | Jewels: 18th Ring                        | 3 mars 2012       | 2     | 5:00  | Koto, Tokyo, Japon               |                                                                               |
| Défaite  | 8-6    | Mei Yamaguchi  | Décision partagée                       | Jewels: 17th Ring                        | 17 décembre 2011  | 2     | 5:00  | Kabukicho, Tokyo, Japon          |                                                                               |
| Défaite  | 8-5    | Megumi Fujii   | Décision unanime                        | Jewels: 15th Ring                        | 9 juillet 2011    | 2     | 5:00  | Kabukicho, Tokyo, Japon          |                                                                               |
| Victoire | 8-4    | Emi Murata     | Soumission (clé de bras)                | Jewels: 14th Ring                        | 14 mai 2011       | 1     | 1:40  | Koto, Tokyo, Japon               |                                                                               |
| Défaite  | 7-4    | Seohee Ham     | Décision partagée                       | Jewels: 11th Ring                        | 17 décembre 2010  | 2     | 5:00  | Bunkyo, Tokyo, Japon             | Second tour des poids légers 115 lb (52 kg) du Queen Tournament Jewels.       |
| Victoire | 7-3    | Celine Haga    | Soumission (clé de bras)                | Jewels: 9th Ring                         | 31 juillet 2010   | 1     | 2:52  | Shinjuku, Tokyo, Japon           | Tour préliminaire des poids légers 115 lb (52 kg) du Queen Tournament Jewels. |
| Défaite  | 6-3    | Celine Haga    | Décision unanime                        | Jewels: 8th Ring                         | 23 mai 2010       | 2     | 5:00  | Koto, Tokyo, Japon               |                                                                               |
| Victoire | 6-2    | Mai Ichii      | Décision unanime                        | Jewels: 7th Ring                         | 19 mars 2010      | 2     | 5:00  | Shinjuku, Tokyo, Japon           |                                                                               |
| Victoire | 5-2    | Yoko Kagoshima | Soumission (clé de bras)                | Jewels: 6th Ring                         | 11 décembre 2009  | 2     | 3:56  | Shinjuku, Tokyo, Japon           | 2009 Rough Stone Grand Prix 54 kg final                                       |
| Victoire | 4-2    | Rina Tomita    | Soumission technique (clé de bras)      | Jewels: 5th Ring                         | 13 septembre 2009 | 1     | 2:25  | Shinjuku, Tokyo, Japon           | Premier tour 2009 du Grand Prix Rough Stone des 54 kg (119 lb).               |
| Victoire | 3-2    | Rina Tomita    | Soumission (clé de bras)                | Jewels 4th Ring                          | 11 juillet 2009   | 2     | 0:35  | Koto, Tokyo, Japon               |                                                                               |
| Victoire | 2-2    | Misaki Ozawa   | Soumission (clé de bras)                | Jewels: 3rd Ring                         | 16 mai 2009       | 1     | 2:09  | Shinjuku, Tokyo, Japon           |                                                                               |
| Défaite  | 1-2    | Saori Ishioka  | Décision unanime                        | Jewels: 1st Ring                         | 16 novembre 2008  | 2     | 5:00  | Shinjuku, Tokyo, Japon           |                                                                               |
| Victoire | 1-1    | Asami Kodera   | Décision partagée                       | Smackgirl: World ReMix 2008 Second Round | 25 avril 2008     | 2     | 5:00  | Bunkyo, Tokyo, Japon             |                                                                               |
| Défaite  | 0-1    | Megumi Fujii   | Soumission (étranglement en triangle)   | Smackgirl: Starting Over                 | 26 décembre 2007  | 1     | 1:20  | Bunkyo, Tokyo, Japon             |                                                                               |